# Melissa Franklin
Melissa Eve Bronwen Franklin (Edmonton, Canadà, 30 de setembre de 1956) és una física de partícules experimental, professora Mallinckrodt i Cap del Departament de Físiques a la Universitat Harvard. Va formar part de l'equip del col·lisionador Fermilab (Chicago) que va trobar la primera evidència de l'existència del quark cim. Fou la primera dona a obtenir una plaça de catedràtica al Departament de Física de Harvard. El 1993, fou escollida Fellow de la Societat Americana de Física.

## Carrera
Franklin va estudiar física a la Universitat de Toronto on es va llicenciar el 1977. Va obtenir el doctorat en física a la Universitat Stanford el 1982 amb una tesi sobre "Estudis seleccionats de desintegracions de charmonium" sota la supervisió de Gary Feldman, treballant a l'accelerador lineal SLAC de Stanford. Fou investigadora postdoctoral al laboratory LBL de la Universitat de Califòrnia a Berkeley. El 1988 esdevingué professora ajudant a la Universitat d'Illinois, tot treballant a Fermilab. El 1987 es va unir a la Universitat Harvard, esdevenint posteriorment la cap del departament de física. El 1995, com a membre de l'experiment CDF va ser coautora de l'article de descoberta del quark cim. Actualment és també membre de l'experiment ATLAS al CERN.